# Perknaster charcoti
Perknaster charcoti är en sjöstjärneart som först beskrevs av Jean Baptiste François René Koehler 1912.  Perknaster charcoti ingår i släktet Perknaster och familjen Ganeriidae. Inga underarter finns listade i Catalogue of Life.